# Cremastus argutus
Cremastus argutus är en stekelart som beskrevs av Dasch 1979. Cremastus argutus ingår i släktet Cremastus och familjen brokparasitsteklar. Inga underarter finns listade i Catalogue of Life.